# Чернышки
Чернышки (укр. Чернишки) — село,
Каменский сельский совет,
Лебединский район,
Сумская область,
Украина.
Код КОАТУУ — 5922984205. Население по переписи 2001 года составляло 10 человек .

## Географическое положение
Село Чернышки находится в 2,5 км от правого берега реки Псёл.
На расстоянии в 1 км расположены сёла Каменное и Курды.
По селу протекает пересыхающий ручей с запрудой.